# Pfarrkirche Bad Traunstein

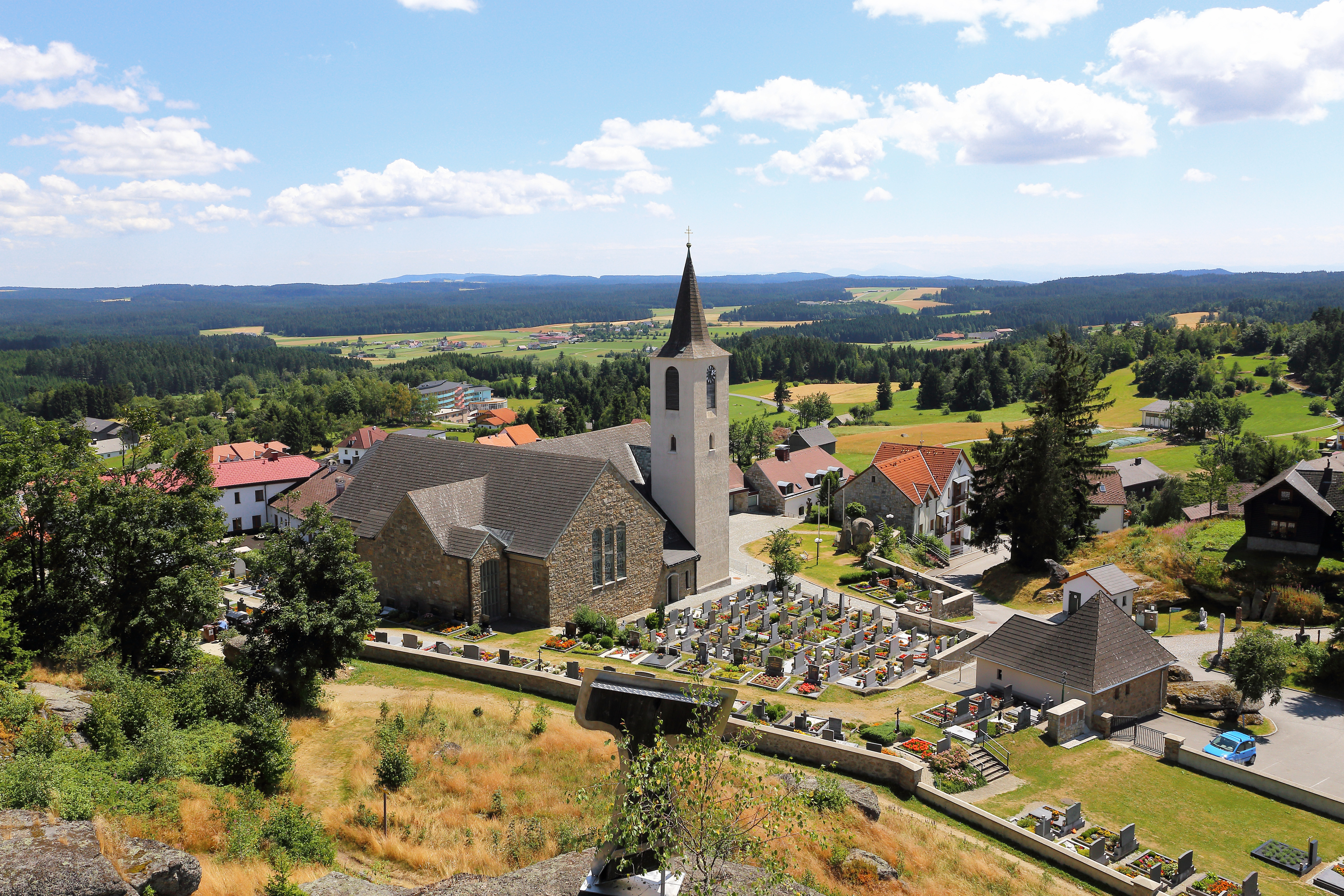
Katholische Pfarrkirche hl. Georg in Bad Traunstein

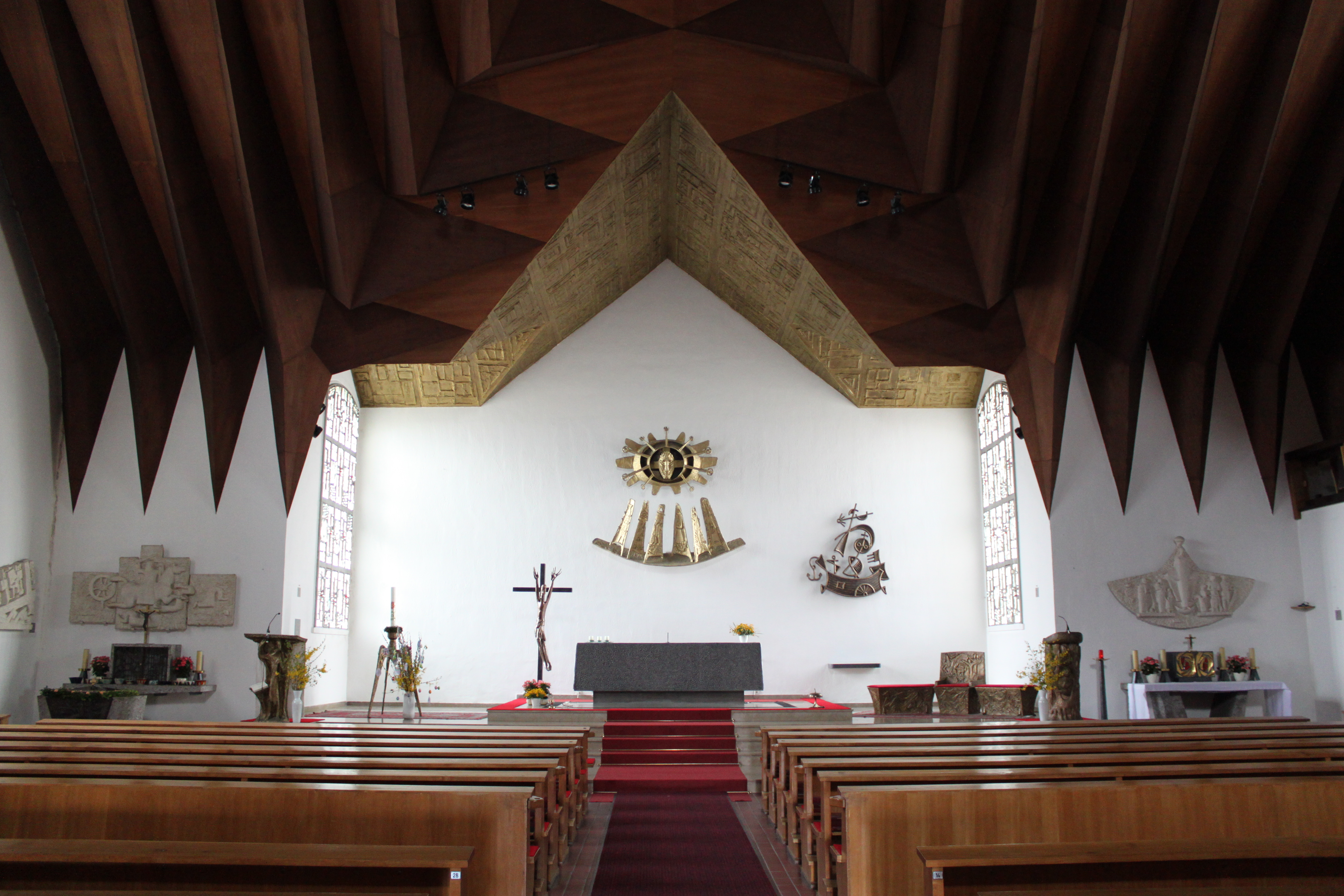
Im Langhaus zum Chor

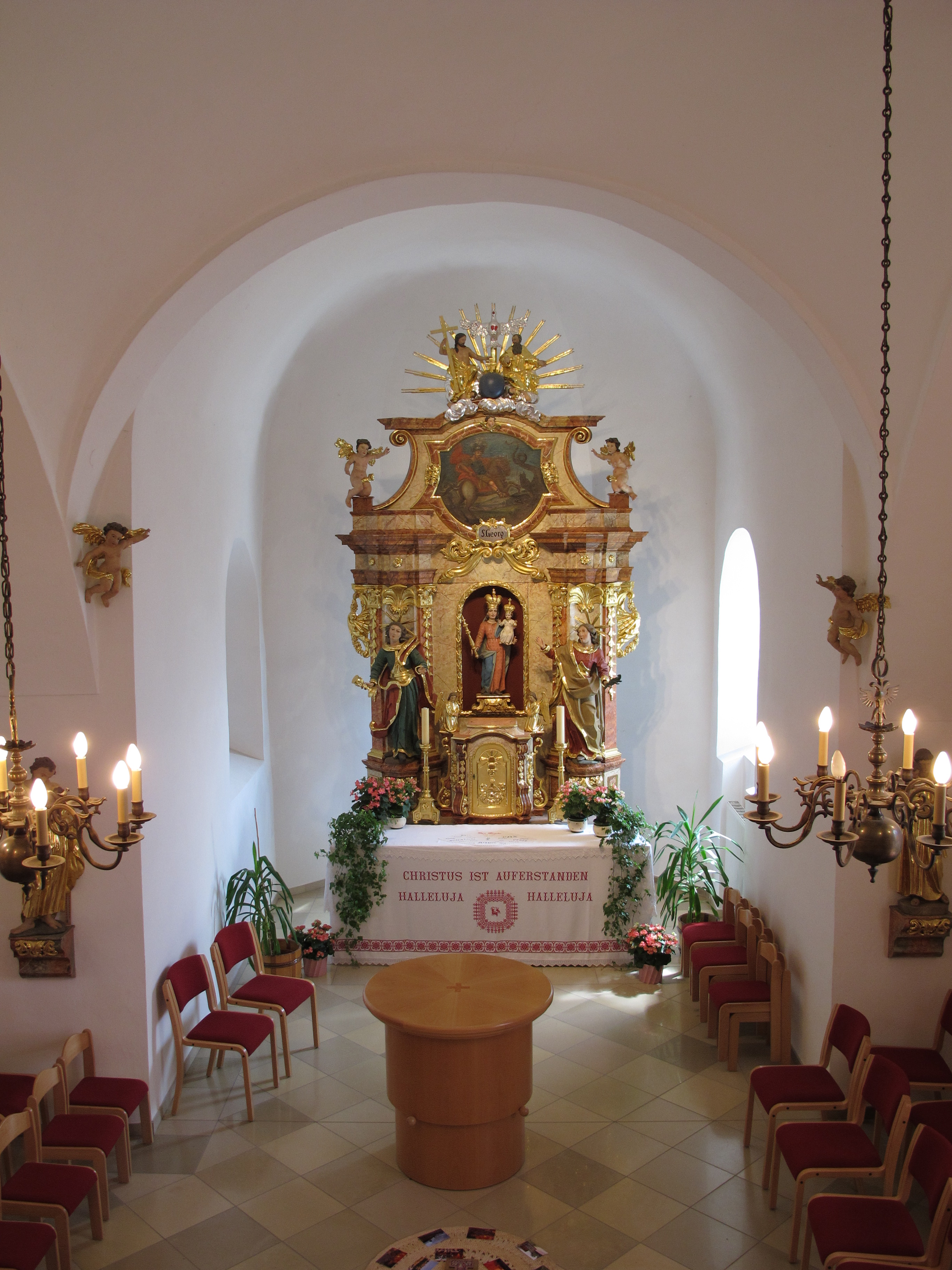
Der Chor der alten Kirche ist erhalten und dient als Kapelle

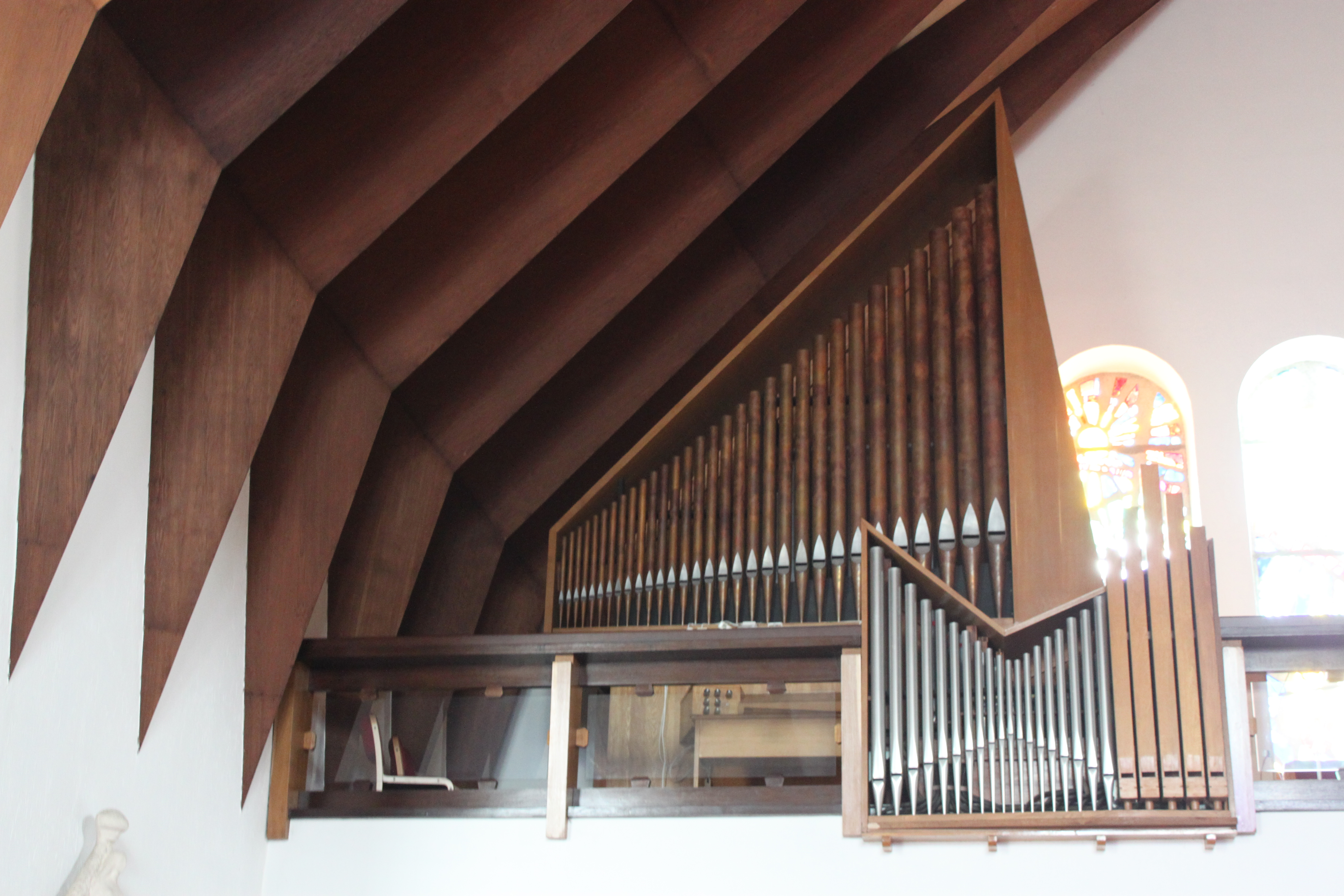
Die Hradetzky-Orgel im Osten auf der Empore über der neuen Sakristei

Die römisch-katholische Pfarrkirche Bad Traunstein steht in der Marktgemeinde Bad Traunstein im Bezirk Zwettl in Niederösterreich. Die dem heiligen Georg geweihte Pfarrkirche gehört zum Dekanat Zwettl der Diözese St. Pölten. Die Kirche steht unter Denkmalschutz.

## Geschichte
Ein Lehen der Herrschaft Anschau wurde 1290 als Kirchenlehen auf die Dachsberger auf Burg Rappottenstein und auf die Starhemberger auf Schloss Albrechtsberg aufgeteilt. 1909 erfolgte die Erhebung zur Pfarre, welche bis 1971 unter dem Patronat der Besitzer von Rappottenstein stand.
Von 1959 bis 1962 wurde ein Kirchenneubau unter Verwendung von älteren Bauteilen unter dem Künstler und Pfarrer Josef Elter nach den Plänen des Architekten Ladislaus Hruska errichtet.

## Architektur
Die Kirche steht in dominierender Lage gegenüber dem Pfarrhof im Ort Bad Traunstein und ist von einem Friedhof und einer Mauer umgeben.
An der südlichen Westseite steht der spätgotische Turm mit Dreipassfenstern und einem aufgesetzten modernen Glockengeschoß. An der südlichen Ostseite in der Linie des Turmes – wohl die moderne Hallenkirche mit dem südlichen Hauptportal dazwischen gesetzt – steht der im Kern romanische rechteckige Altarraum, ebendort auch eine eingezogenen fünfseitig geschlossenen Apsis aus 1730, welche als Nebenkapelle dient. 
Der Kirchenbau der Moderne ist ein breiter Hallenbau unter einem Zeltdach mit einer Fassade aus Granit. Der eingezogene breite Altarraum ist im Norden. Das Hauptportal im Süden zeigt Bronzereliefs vom Bildhauer Hannes Haslecker.
Das Kircheninnere zeigt sich als großräumige Halle mit einer bemerkenswerten Faltdeckenkonstruktion aus Holz. Der um drei Stufen erhöhte moderne Altarraum hat eine Reliefdecke vom Maler Heinrich Tahedl. Die Glasmalerei der Fenster schuf der Maler Albert Birkle. Das Fenster hl. Christophorus schuf der Maler Robert Herfert.
Der erhaltene alte Kirchenbau zeigt sich drei Stufen tiefer als Rechteckchor mit Platzlgewölben zwischen Gurten, welcher beim Umbau mit dem dreiseitig geschlossenen ehemaligen Sakristeiraum verbunden wurde. Der frühgotische Kapellenraum ist kreuzgewölbt mit abgefasten Rippen mit einem Rosettenschlussstein aus der zweiten Hälfte des 14. Jahrhunderts.

## Ausstattung
Die Altarplastik an der Altarwand mit dem „Antlitz Christi als Maske im Strahlenkranz, darunter symbolisch die Menschheit“ schuf der Bildhauer Alexander Silveri. Rechts davon ist eine Plastik „Ein Schiff, das sich Gemeinde nennt“ von Josef Elter. Das Vortragekreuz, die Sedilien und das Taufbeckenrelief schuf der Bildhauer Josef Staud. Den Kreuzweg schuf der Bildhauer Josef Troyer.
Aus der alten Kirche sind barocke Figuren Peter und Paul vom ehemaligen Hochaltar um 1738. Im alten Chor steht ein Seitenaltar im Rokoko. An den Chorwänden sind die spätbarocken Figuren Antonius und Josef. Ebendort auch klassizistische Leuchter.

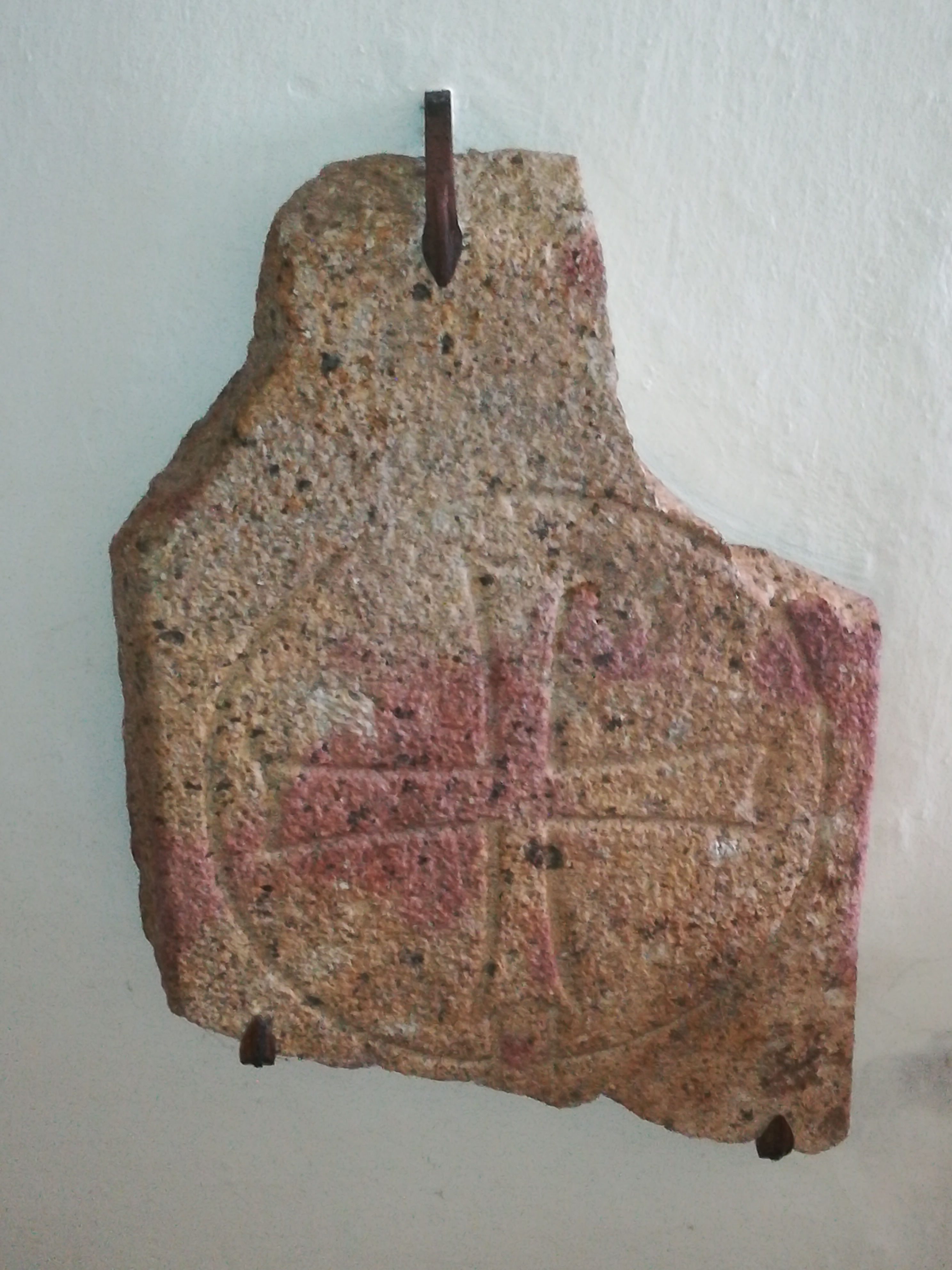
Grabstein mit Scheibenkreuz, Pfarrkirche Bad Traunstein

Ein frühgotischer Grabstein mit einem Scheibenkreuz wurde für die Mitte des 13. Jahrhunderts angenommen. 
Die Hauptorgel baute Gregor Hradetzky 1965. Die Chororgel stammt von Herbert Gollini aus den 1960er Jahren. Eine Glocke nennt Gottlieb Jenichen 1867.